# Hello Internet
Hello Internet — аудиоподкаст, авторами и ведущими которого являются ютуберы Брейди Харан и CGP Grey. Подкаст был создан в 2014 году, и к декабрю 2018 года было выпущено 115 серий, два бонусных серий и одна серия на пластинке. В августе 2017 года количество слушателей оценивалось примерно в 600 000—900 000 скачиваний на серию.
В подкасте ведущие разговаривают о профессиональной жизни ютуберов, а также об их интересах и раздражителях. Среди тем для разговоров технологический этикет, рецензии фильмов и сериалов, авиационные катастрофы, вексиллология, футурология, а также различия между образом жизни двух ведущих. Слушатели обсуждают серии в «subreddit»-е Грея и самого подкаста. Каждая серия начинается обычно с обсуждения откликов пользователей.
У подкаста есть официальный флаг «Nail & Gear» (с англ. «Гвоздь и шестерня»), который выбрали слушатели из пяти кандидатов посредством почты, используя систему единого непереходного голоса.
В 2015 году Брейди вместе с подкастом получил известность благодаря изобретению нового слова — «freebooting» — которое описывает феномен нарушения авторских прав путём перезагрузки видеороликов на разные платформы без ведома авторов, чтобы извлечь прибыль от просмотров. Facebook с тех пор принял меры против данного феномена.

## Восприятие
Подкаст занимал первое место чарта iTunes в Великобритании, США, Германии, Канаде и Австралии В 2014-м, Apple объявил подкаст одним из лучших новых подкастов года.. Газета «The Guardian» включила подкаст в список 50-ти лучших подкастов 2016 года, назвав 66-ю серию «A Classic Episode» лучшей серией года; в серии оценили «подробные дебаты и стёб, которые на самом деле забавляли».

## Награды
- Брейди Харан — Radio Times Radio and Podcast Champion 2017 — победа[20]